# سباستوپول، ویکتوریا
سباستوپول (به انگلیسی: Sebastopol) یک حومه شهر در استرالیا است که در ویکتوریا (استرالیا) واقع شده‌است.